# Примати
Приматите (Primates, от латински: primus – „първи“) са разред плацентни бозайници.
Приматите се появяват преди 85 – 55 милиона година, първо като Plesiadapiformes – дребни сухоземни бозайници от групата Primatomorpha, – които се приспособяват към живот по дърветата в тропическите гори. Много от характерните особености на приматите представляват адаптации към тази сложна среда – голям мозък, зрителна острота, цветоусещане, изменен раменен пояс, сръчни ръце. Размерите на приматите варират от мишия лемур на мадам Берта, който тежи 30 грама, до източноконгоанската горила, надхвърляща 200 килограма. Според различни класификации днес съществуват между 190 и 450 вида примати, като продължават да бъдат откривани нови видове – над 25 вида са описани в първото десетилетие на XXI век.
Приматите се разделят в два обособени подразреда. Първият от тях, полумаймуните, включва лемурите, галаготата и лоритата. Тези примати се срещат в Африка, Мадагаскар, Индия и Югоизточна Азия. Вторият разред, на маймуните, включва групите на дългопетите и същинските маймуни, включително човекоподобните маймуни, към които се отнася и човекът. Същинските маймуни се разделят на широконоси и тесноноси, които произлизат съответно от Новия и Стария свят. Преди 40 милиона години същински маймуни от Африка преминават в Южна Америка, предполага се върху плаващи отломки, и от тях се развиват широконосите маймуни. Останалите същински маймуни се разделят на човекоподобни и коткоподобни преди около 25 милиона години. Сред често срещаните същински маймуни са павианите, макаците, гибоните и човекоподобните от Стария свят и капуцините, ревачите и саймиритата от Новия свят.
С изключение на човека, който практически населява всички континенти и прилежащите към тях острови, пригодни за живот, останалите примати обитават основно тропичните и субтропичните региони на Земята . Приматите произхождат от древни предшественици, които са имали дървесен начин на живот, поради което съвременните маймуни и полумаймуни притежават редица адаптации, позволяващи живот в динамичната естествена среда на тропическите гори. Някои примати, като например човекоподобните и павианите, са предимно наземни животни, а други представители на разреда се характеризират с дървесен начин на живот.
Техниките за придвижване са различни за отделните представители и включват скачане от дърво на дърво, захващане на клони и люлеене, придвижване на четири крайника и дори ходене на два крака (особено при човек). Приматите притежават голям и развит главен мозък. Разчитат до голяма степен на бинокулярното си зрение, за сметка на обонянието, което е водещо при другите групи бозайници. Някои примати имат развито трицветно възприятие на светлината. При повечето представители на разреда, палецът се противопоставя на другите пръсти, което помага за захващане, а при някои и самата опашка може да служи за задържане по клоните на дърветата. Много примати са с изразен полов диморфизъм, като разликите са в телесната маса, размерите на кучешките зъби и най-вече в окраската. Темпът на развитие при приматите е значително по-бавен в сравнение с други сходни групи, но за сметка на това се характеризират с относително дълъг живот. В зависимост от конкретния вид, приматите водят самотен живот, формират брачни двойки или живеят на стада от по няколко стотици екземпляри.

## Таксономичен статус
Разред Примати (Primates) е обособен като самостоятелна таксономична единица от шведския натуралист Карл Линей през 1758 година в десетото издание на неговия труд Systema Naturae  с цел класифицирането на родовете Homo (човек), Simia (маймуни), Lemur (котешки лемур) и Vespertilio (кожовидни прилепи). В първото издание на Systema Naturae, Линей използва името Anthropomorpha за обединението на родовете Homo, Simia и Bradypus (трипръсти ленивци) . През 1839 година френският зоолог Анри де Блейнвил, следвайки номенклатурата на Линей, таксономично отделя разредите Secundates, Tertiates (или Glires) и Quaternates , но тази идея не се налага в научната общност.
Преди класифицирането на приматите в две групи – полумаймуни (Strepsirhini) и маймуни (Haplorrhini) през 1984 година  (следвана и от McKenna et Bell, Classification of Mammals: Above the species level)  приматите са разделяни на две надсемейства: Prosimii и Anthropoidea .

## Произход и еволюция
В резултат на проведени молекулярни филогенетични изследвания през 1999 г. приматите, кожокрилите и тупаите (заедно с гризачи и зайцевидни) спадат към един от четирите надотряда на плацентните бозайници – Euarchontoglires. Допреди това те са причислявани към надотряд Archonta, в който влизали и прилепите. Последните днес са класифицирани в надотряд Laurasiatheria.
|                                | Тупайоподобни (Scandentia)                                                    |
|                                |                                                                               |
| Приматоподобни (Primatomorpha) | \| \| Кожокрили (Dermoptera) \| \| \| \| \| \| Примати (Primates) \| \| \| \| |
|                                | \| \| Кожокрили (Dermoptera) \| \| \| \| \| \| Примати (Primates) \| \| \| \| |
|                                | Кожокрили (Dermoptera)                                                        |
|                                |                                                                               |
|                                | Примати (Primates)                                                            |
|                                |                                                                               |

|  | Кожокрили (Dermoptera) |
|  |                        |
|  | Примати (Primates)     |
|  |                        |

|  | Зайцеподобни (Lagomorpha) |
|  |                           |
|  | Гризачи (Rodentia)        |
|  |                           |

|                                | Тупайоподобни (Scandentia)                                                    |
|                                |                                                                               |
| Приматоподобни (Primatomorpha) | \| \| Кожокрили (Dermoptera) \| \| \| \| \| \| Примати (Primates) \| \| \| \| |
|                                | \| \| Кожокрили (Dermoptera) \| \| \| \| \| \| Примати (Primates) \| \| \| \| |
|                                | Кожокрили (Dermoptera)                                                        |
|                                |                                                                               |
|                                | Примати (Primates)                                                            |
|                                |                                                                               |

|  | Кожокрили (Dermoptera) |
|  |                        |
|  | Примати (Primates)     |
|  |                        |

|  | Зайцеподобни (Lagomorpha) |
|  |                           |
|  | Гризачи (Rodentia)        |
|  |                           |

### Хибриди
Хибриди (кръстоски) между отделните видове примати могат да се наблюдават при отглеждане на различни видове в плен , но има и случаи на междувидови кръстоски в естествена среда . Междувидовата хибридизация обикновено се дължи на припокриване на ареалите на два вида, но и на различни други фактори, като например човешка намеса (зоологически градини) . Хибриди между видове от различни родове (междуродови хибриди) са също възможни, но сравнително редки. Пример за подобна кръстоска е тази между геладата и чантиестия павиан 

## Общи сведения
Всички примати имат по пет пръста на крайниците (пентадактилия), обща зъбна формула и неспециализирано тяло. Друга отличителна черта на приматите е наличието на къси нокти. Редица черти като противопоставянето на палеца на останалите пръсти (характерно и за други бозайници), насоченият навътре захват на ръката, както и късите нокти са еволюционни реликти, спомагащи придвижването от клон на клон. Предполага се, че предно насоченото цветно бинокулярно зрение също е възникнало в резултат на специфичния начин на придвижване, но вероятно е помагало за намирането и събирането на храна, или дори за ухажването. Всички примати с някои изключения (например лоритата), притежават сходна характеристика на очните орбити – посторбитална преграда. Приматите от Стария свят притежават добре изразен полов диморфизъм, най-често изразен в размерите – мъжките са около два пъти по-големи от женските индивиди. Предполага се, че това е възникнало в резултат на полигамия, под влияние на непрестанна борба за привличане и защитаване на множество женски от конкурентни мъжки индивиди. Приматите от Новия свят формират брачни двойки, поради което тези видове не показват значителни разлики между половете.
Приматите варират на тегло от 120 g до 205 kg.

## Разпространение
Разпространението на приматите е повсеместно, но нечовекоподобните населяват предимно Централна и Южна Америка, Африка и Южна Азия. Няколко отделни вида обитават части от Северна Америка, като например Южно Мексико, както и такива в Северна Азия (Северна Япония).

## Местообитание
Приматите еволюират от дървесни животни. Повечето от съвременните видове и днес живеят по дървета. Повечето видове примати живеят в тропическите гори. Броят на видовете примати, населяващи тропическите райони, е в положителна връзка със сумата на валежите и площта на тропическата гора. Около 25% – 40% от плодоядните примати, живеещи в тропическите гори, играят важна екологична роля, като разпространяват семената на много видове дървета.
Някои видове водят частично наземен начин на живот (павиани и патаси), а няколко вида са напълно земни (гелада и човек). Приматите живеят в разнообразни горски местообитания в тропическите ширини на Африка, Индия, Югоизточна Азия и Южна Америка, основно тропически, мангрови и планински гори. Единични видове примати живеят извън тропиците. Такъв е японския макак (Macaca fuscata), живеещ на северния японски остров Хоншу, където снежната покривка се задържа осем месеца в годината. Берберският макак (Macaca sylvanus) живее в Атласките планини на Алжир и Мароко. Други местообитания на приматите обхващат високи надморски височини. Маймуната Rhinopithecus bieti живее в планините в южен Китай на височина от 4700 m, местообитанията на планинската горила могат да достигнат 4200 m, а на гелада до 5000 m. Въпреки че повечето видове не обичат водата, някои са добри плувци и са добре приспособени за живот в блатисти и крайбрежни райони. Някои примати успешно се приспособяват към условията на средата, променена от хората и живеят в населените места.

## Начин на живот и хранене
Приматите могат да използват разнообразни източници на храна. Счита се, че повечето от хранителните навици на съвременните примати са наследени от практиките на древните предшественици за добиване на храна по земята на тропическите гори . Повечето примати разчитат на плодове за изхранване, което им осигурява лесни за усвояване въглехидрати и липиди , но важните белтъци, някои мастно разтворими витамини, както и минерали се набавят от поглъщането на насекоми и техните ларви. Приматите от подразред Полумаймуни могат да синтезират Витамин C, както повечето други бозайници, но видовете от другия подразред – Маймуни са загубили тази способност и трябва да си набавят витамин С от храната .
Повечето примати имат анатомични приспособления, които им позволяват набавянето и усвояването на съответния вид храна, като плодове, листа, смоли и животинска храна . Така например, листоядните видове от подсемействата на ревачите, тънкотелите маймуни или семейството на тънкотелите лемури притежават храносмилателни системи с дълги черва, което позволява усвояването на хранителните вещества от листата . Мармозетките, които се хранят със смоли притежават дълги резци, които помагат за разкъсване на кората на дърветата и набавянето на смоли, както и дълги нокти, позволяващи лесно придвижване и задържане по стволовете на дърветата . Приспособленията при ай ай включват издължени зъби, подобни на тези при гризачите, както и дълъг среден пръст за набавянето на насекоми под кората на дърветата – първоначално почуква по кората, подобно на кълвач, след което прорязва дупка с помощта на зъбите си, а дългия среден пръст използва за изваждането на ларвите .
Геладата е единствения вид примат, който се храни преди всичко с трева . Дългопетите са единствените съвременни представители, които са стриктни хищници, хранещи се с насекоми, ракообразни, малки гръбначни и дори змии (включително и отровни видове) . Капуцините разчитат на разнообразни източници на храна, сред които плодове, листа, цветове, нектар, семена, насекоми и други безгръбначни, както и яйца на птици и малки гръбначни – птици, гущери, катерици и прилепи . Обикновеното шимпанзе също се характеризира с разнообразна диета, като ловува и други примати в това число и западноафрикански червен колобус (Piliocolobus badius) .

## Размножаване и развитие
Приматите имат по-бавно развитие в сравнение с другите групи бозайници . Женските на всички видове кърмят своите малки (изключение правят хората в някои култури или индивидите отглеждани в зоопаркове, където изхранването на малките може да става и с изкуствени млека) и полагат грижи за отглеждане на поколението . При някои видове е възможно малките да се носят и защитават от мъжките екземпляри, особено ако това са и биологичните им бащи . Наблюдавани са случаи при които в отглеждането на малките се включват и други роднини, като например по-възрастни братя или сестри, както и сродни женски . Повечето примати спират да овулират по време на периода на кърмене, но след отбиването на малкото, майката е способна да се размножава отново .
При приматите се наблюдава дълъг период на детство, започващ от момента на отбиване от кърмене и продължаващ до половото им съзряване . По време на този период, индивидите са относително безпомощни и са честа жертва на нападения от хищници или подложени на глад, но тези, които са способни да оцелеят, се сдобиват с ценни социални умения, както и със способност на защита от нападения .
Продължителността на живот на приматите е относително дълга в сравнение с други подобни бозайници, като женските екземпляри са по-дълголетни от мъжките . В късните етапи на живота, женските представители на тесноносите маймуни влизат в период на менопауза, когато стават неспособни на репродукция  (другите групи примати са по-малко проучени).

## Класификация
Разред Примати
- Подразред Полумаймуни (Strepsirrhini) E. Geoffroy, 1812
  - Инфраразред †Adapiformes Szalay & Delson, 1979
    - Семейство †Adapidae
    - Семейство †Notharctidae Édouard L. Trouessart, 1879
    - Семейство †Sivaladapidae

  - Инфраразред Лемуроподобни (Lemuriformes) John E. Gray, 1821
    - Надсемейство Лемури джуджета (Cheirogaleoidea) John E. Gray, 1821
      - Семейство Лемури джуджета (Cheirogaleidae) John E. Gray, 1873 (30 вида)

    - Надсемейство Lemuroidea John E. Gray, 1821
      - Семейство †Archaeolemuridae G. Grandidier, 1905
      - Семейство †Megaladapidae Standing, 1905
      - Семейство †Palaeopropithecidae G. Grandidier, 1899b
      - Семейство Лемурови (Lemuridae) John E. Gray, 1821 (20 вида)
      - Семейство Тънкотели лемури (Lepilemuridae) John E. Gray, 1870
      - Семейство Индриеви (Indriidae) Burnett, 1828 (13 вида)

  - Инфраразред Ръконожкоподобни (Chiromyiformes) Anthony & Coupin, 1931
    - Семейство Ръконожки (Daubentoniidae) John E. Gray, 1863 (1 вид)

  - Инфраразред Лориподобни (Lorisiformes) William K. Gregory, 1915
    - Семейство Лориеви (Lorisidae) John E. Gray, 1821 (9 вида)
    - Семейство Галагови (Galagidae) John E. Gray, 1825 (19 вида)
- Подразред Маймуни (Haplorrhini) Reginald I. Pocock, 1918
  - Инфраразред Дългопетоподобни (Tarsiiformes) William K. Gregory, 1915
    - Семейство †Afrotarsiidae Ginsburg & Mein, 1987
    - Семейство †Omomyidae Édouard L. Trouessart, 1879
    - Семейство Дългопетови (Tarsiidae) John E. Gray, 1825 (8 вида)

  - Инфраразред Същински маймуни (Simiiformes) Ernst Haeckel, 1866
    - Парворазред Широконоси маймуни (Platyrrhini) E. Geoffroy, 1812
      - Семейство Капуцинови (Cebidae) Bonaparte, 1831 (14 вида)
      - Семейство Остроноктести маймуни (Callitrichidae) Gray, 1821 (43 вида)
      - Семейство Нощни маймуни (Aotidae) Poche, 1908 (8 вида)
      - Семейство Сакови (Pitheciidae) Mivart, 1865 (41 вида)
      - Семейство Паякообразни маймуни (Atelidae) John E. Gray, 1825 (24 вида)

    - Парворазред Тесноноси маймуни (Catarrhini) É. Geoffroy, 1812
      - Надсемейство †Dendropithecoidea Harrison, 2002
        - Семейство †Dendropithecidae Harrison, 2002

      - Надсемейство †Pliopithecoidea Zapfe, 1961
        - Семейство †Dionysopithecidae Harrison & Gu, 1999
        - Семейство †Pliopithecidae Zapfe, 1961

      - Надсемейство †Proconsuloidea Leakey, 1963
        - Семейство †Proconsulidae Leakey, 1963

      - Надсемейство †Propliopithecoidea Straus, 1961
        - Семейство †Propliopithecidae Straus, 1961

      - Надсемейство †Saadanioidea Zalmout, 2010
        - Семейство †Saadaniidae Zalmout, 2010

      - Надсемейство Cercopithecoidea John E. Gray, 1821
        - Семейство Коткоподобни маймуни (Cercopithecidae) John E. Gray, 1821 (135 вида)

      - Надсемейство Човекоподобни маймуни (Hominoidea) John E. Gray, 1825
        - Семейство Гибони (Hylobatidae) John E. Gray, 1870 (16 вида)
        - Семейство Човекоподобни (Hominidae) John E. Gray, 1825 (7 вида)